# قطعنامه ۱۰۷۷ شورای امنیت
قطعنامه ۱۰۷۷ شورای امنیت سازمان ملل متحد که در تاریخ ۲۲ اکتبر ۱۹۹۶ تصویب شد، سندی بین‌المللی دربارهٔ بررسی وضعیت در گرجستان است. این قطعنامه طی نشست ۳۷۰۷ام با ۱۴ رای موافق، ۰ مخالف و ۱ ممتنع تصویب شد.